# Egídio Landolfi
Egídio Landolfi, mais conhecido como Paraguaio (Mato Grosso do Sul, 20 de janeiro de 1928 — Brasil 1998), foi um treinador e futebolista paraguaio nascido no Brasil, que atuou como ponta-direita.

## Carreira

### Como jogador[12][13]
Seu jogo impetuoso e eficiente o tornava ídolo da torcida do Botafogo, iniciando sua carreira no clube em 1946, sagrando-se Campeão Carioca dois anos depois. Chegou até a ser convocado para a Seleção Brasileira, mas foi cortado. Ainda passou por Fluminense e America, encerrando sua carreira na Portuguesa.
Paraguaio ficou marcado na história do clube de General Severiano por ter sido o primeiro camisa 7 do clube, já que a numeração nas camisas foi iniciada justamente em 1948. Anos depois, este número seria a inspiração para outros craques do clube, como Garrincha, Jairzinho, Túlio Maravilha, entre outros.

### Como treinador
Paraguaio também foi técnico de futebol. Inclusive, treinou o próprio Botafogo no primeiro Campeonato Brasileiro organizado pela CBF, em 1971. Nesta campanha, o clube terminou em 3° lugar. Também teve cinco passagens no comando do Cerro Porteño, durante os anos de 1967–1969, 1974, 1976 e duas vezes no ano de 1980.

## Títulos

### Como jogador
Botafogo
- Campeonato Carioca: 1948

## Campanhas de destaque

### Como jogador
America
- Campeonato Carioca: 1954 e 1955 (vice-campeão em ambos)

### Como treinador
Botafogo
- Campeonato Carioca: 1971 (vice-campeão)